# Euphyia tasmanica
Euphyia tasmanica är en fjärilsart som beskrevs av Turner 1925. Euphyia tasmanica ingår i släktet Euphyia och familjen mätare. Inga underarter finns listade i Catalogue of Life.